# Куйвашоя
Куйвашоя (устар. Куйваш-оя) — река в России, протекает по территории Сосновецкого сельского поселения Беломорского района и Юшкозерского сельского поселения Калевальского района Карелии.

## Физико-географическая характеристика
В верхнем течении протекает через озеро Куйваш. Имеет правый приток — реку Паха-Куйвашоя. Устье реки находится в 141 км по правому берегу реки Кеми. Длина реки — 26 км, площадь водосборного бассейна — 106 км².

## Данные водного реестра
По данным государственного водного реестра России относится к Баренцево-Беломорскому бассейновому округу, водохозяйственный участок реки — Кемь от Юшкозерского гидроузла до Кривопорожского гидроузла. Речной бассейн реки — бассейны рек Кольского полуострова и Карелии, впадает в Белое море.
По данным геоинформационной системы водохозяйственного районирования территории РФ, подготовленной Федеральным агентством водных ресурсов:
- код водного объекта в государственном водном реестре — 02020000912102000004478;
- код по гидрологической изученности (ГИ) — 102000447;
- код бассейна — 02.02.00.009;
- номер тома по ГИ — 02;
- выпуск по ГИ — 0.